# František Kotrba
František Kotrba (17. ledna 1910 – ???) byl český a československý politik, poúnorový bezpartijní poslanec Národního shromáždění ČSSR a poslanec Sněmovny lidu Federálního shromáždění za normalizace.

## Biografie
Ve volbách roku 1960 byl zvolen do Národního shromáždění ČSSR za Středočeský kraj jako bezpartijní kandidát. Mandát obhájil ve volbách v roce 1964. V Národním shromáždění zasedal až do konce volebního období parlamentu v roce 1968. K roku 1968 se uvádí profesně jako směnový mistr svařovny z obvodu Slaný.
Po federalizaci Československa usedl roku 1969 do Sněmovny lidu Federálního shromáždění (volební obvod Slaný). Zde zasedal do konce volebního období parlamentu, tedy do voleb roku 1971.